# 慶應義塾大学ミスター強制わいせつ事件
慶應義塾大学ミスター強制わいせつ事件（けいおうぎじゅくだいがくミスターきょうせいわいせつじけん）は、2018年に発生した強制わいせつ事件。

## 概要
慶應義塾大学経済学部に在籍する大学生によっての犯行であり、慶應義塾大学のミスターのコンテストに選ばれた人物であった。準強制性交、準強制わいせつ、昏睡強盗、窃盗、強姦等性的暴行を加えた容疑で計6回逮捕されたが、全て不起訴となった。

### 9月29日、10月16日に逮捕
2018年9月29日未明、酒に酔っていた犯人となる男性は酒に酔っていた女子大生を雑居ビルに連れ込み暴行をした。それから犯人と女子大生はタクシーに乗って150メートル移動して降りる。その場所で男性は女子大生を蹴るという行為を行い、それを警察に通報されて現行犯逮捕された。警察は蹴ったことで現行犯逮捕をした件では処分保留としたが、雑居ビルの防犯カメラに映っていた性的な暴行の件で10月16日に再逮捕した。
再逮捕されたが、犯人は酒に酔っていたために覚えていないと容疑を否認。この犯人と被害者は面識は無かった。この被害者は友人と酒を飲んだ後、1人で路上を歩いていたところ犯人の男性に雑居ビルに連れ込まれ暴行をされていた。

### 11月19日に逮捕
2018年5月、東京都内のカラオケ店で女性を昏睡させて下半身を触り、女性の財布を窃盗していた。この件で11月19日逮捕される。

### 2020年11月20日に逮捕
2019年3月に、さいたま市のカラオケ店で女性に性的な暴行をした。この件で2020年11月20日に埼玉県警察は逮捕。

## 犯人の人物像
犯人の実家は元麻布にある家賃100万円を超える面積400平方メートルのマンション。千葉県の高校に進学したが、入学から2ヶ月で万引きで捕まり退学。それから海外に留学し、留学の学費は年間1000万円ほど。それから慶應義塾大学に入学。西麻布や六本木のクラブに入り浸り、芸能人も御用達の1回10万円以上のVIPルームを利用していた。
祖父は千葉県で土木会社を起こし、一代で財を築いた人物。経営する会社はテレビ番組のスポンサーになったこともある。政財界との結びつきも強く、千葉県の有力者で、同じ業界でその名を知らない者はいないほど。その規模は資産数百億円というほどのグループで、犯人も会社の役員に名を連ねていた。